# Пласілья
Пласілья (ісп. Placilla) —селище в Чилі. Адміністративний центр однойменної комуни. Населення - 2 114 осіб (2002). Селище і комуна входить до складу провінції Кольчагуа і регіону Лібертадор-Хенераль-Бернардо-О'Хіггінс.
Територія — 146,9 км². Чисельність населення - 8738 жителя (2017). Щільність населення — 59,5 чол./км².

## Розташування
Селище розташоване за 63 км на південний захід від адміністративного центру області міста Ранкагуа та за 14 км на захід від адміністративного центру провінції міста Сан-Фернандо.
Комуна межує:
- на півночі - з комуною Сан-Вісенте-де-Тагуа
- на сході - з комуною Сан-Фернандо
- на південному сході - з комуною Чимбаронго
- на заході - з комуною Нанкагуа